# Acraea anacreon
Acraea anacreon är en fjärilsart som beskrevs av Henry Trimen 1868. Acraea anacreon ingår i släktet Acraea och familjen praktfjärilar. Inga underarter finns listade i Catalogue of Life.